# Mynes braga
Mynes braga är en fjärilsart som beskrevs av Hans Fruhstorfer 1912. Mynes braga ingår i släktet Mynes och familjen praktfjärilar. Inga underarter finns listade i Catalogue of Life.